# Video Game Crash
Als Video Game Crash wird der wirtschaftliche Zusammenbruch der Videospielindustrie in den USA im Zeitraum von 1983 bis 1985 bezeichnet. Zahlreiche amerikanische Unternehmen, die Spielkonsolen und Heimcomputer herstellten, gingen bankrott oder wurden aus dem Markt gedrängt. Dies stellte auch das Ende des wirtschaftlichen Erfolges der sogenannten „zweiten Generation“ des Videospielemarkts dar, exemplarisch sichtbar am Niedergang des Branchenpioniers und langjährigen Marktführers Atari, Inc.
In den folgenden zwei Jahren stagnierte der amerikanische Videospielmarkt. Diese Zeit endete erst mit der Veröffentlichung des Nintendo Entertainment System (NES) und des sehr erfolgreichen Videospiels Super Mario Bros. Das Gerät wurde zuerst in Japan im Jahr 1983 unter dem Namen Famicom veröffentlicht, erschien 1985 schließlich in den USA und erreichte dort 1987 hohe Verkaufszahlen. Japanische Hersteller wie Nintendo, Sega und später auch Sony dominierten in den folgenden Jahren den Markt für Konsolenhardware.
In manchen Quellen wird dieses Ereignis auch als Videospiele-Crash von 1984 bezeichnet, da erst in diesem Jahr das Ausmaß des Zusammenbruchs für den Konsumenten sichtbar wurde. Hunderte angekündigte Spiele kamen wegen der Bankrotte nicht mehr auf den Markt.

## Europa und Japan

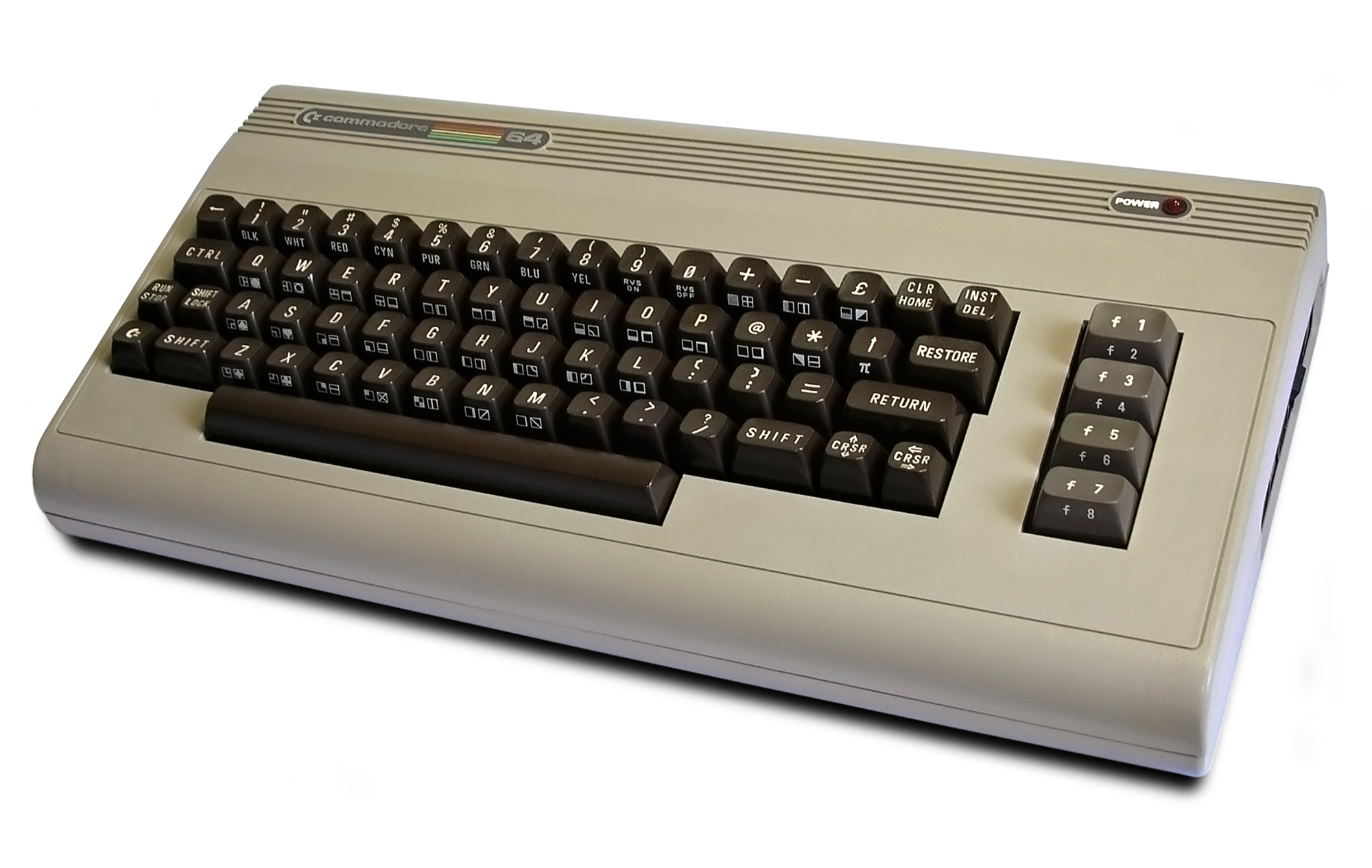
Der Commodore 64 (kurz: C64) im „Brotkasten“-Gehäuse

In Europa begann in den Jahren 1981 bis 1985 die Frühzeit des Heimcomputers, der es Privatpersonen ermöglichte, für einen erschwinglichen Preis erstmals einen eigenen Computer zu besitzen. Diese Entwicklung wurde massiv mit Werbung für solche Computer unterstützt, besonders für den Commodore 64, der in vielen europäischen Ländern zum meistverkauften Computer wurde.
Die Eltern standen vor der Wahl, eine Spielkonsole zu kaufen oder gleich einen Computer, der den meisten jugendlichen Benutzern auch etwas Nützliches beibringen konnte. Auch waren die Grafik- und Soundfähigkeiten der Homecomputer inzwischen vergleichbar oder sogar besser als die der Spielkonsolen, und sie boten bessere Möglichkeiten zum Kopieren der Spiele. Zudem waren die Spiele für Heimcomputer preislich wesentlich attraktiver.
So war zur Zeit des nordamerikanischen Zusammenbruchs der europäische Markt deutlich von Spielen für Heimcomputer dominiert und der Zusammenbruch hatte in Europa kaum Auswirkungen. Ähnlich führten die Ereignisse auch in den USA zu einem Wachsen des Heimcomputermarkts.
In Japan hatten die Ereignisse ebenfalls keinen Effekt, da dieser Markt vom europäischen oder amerikanischen Markt unabhängig war: Dort wurden überwiegend Computer und Videokonsolen aus heimischer Produktion gekauft, darunter die Famicom-Konsole von Nintendo, die Sega SG-1000 und die MSX-Computer.

## Vorgeschichte und Auslöser

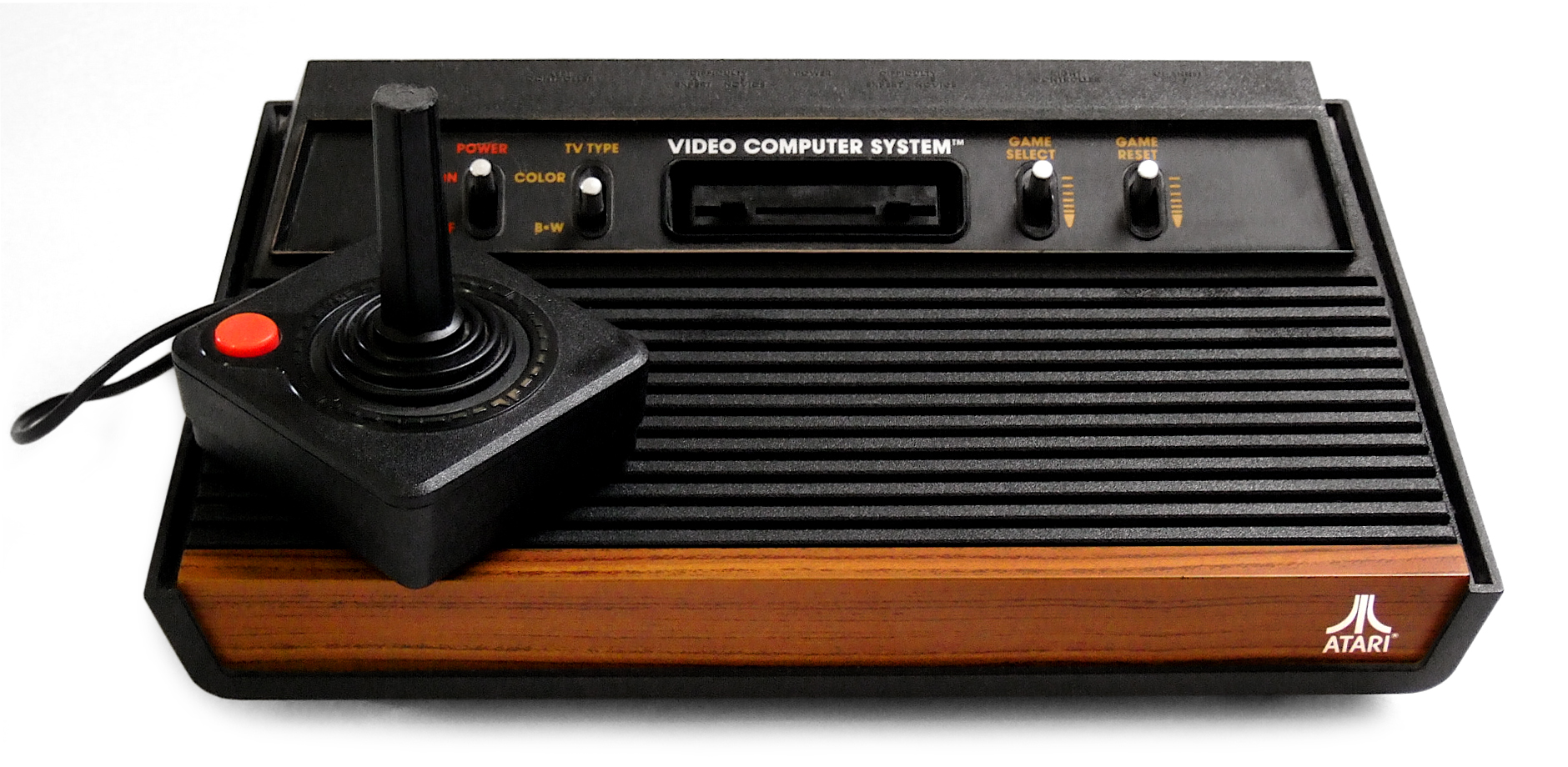
Atari 2600 (Spielkonsole)

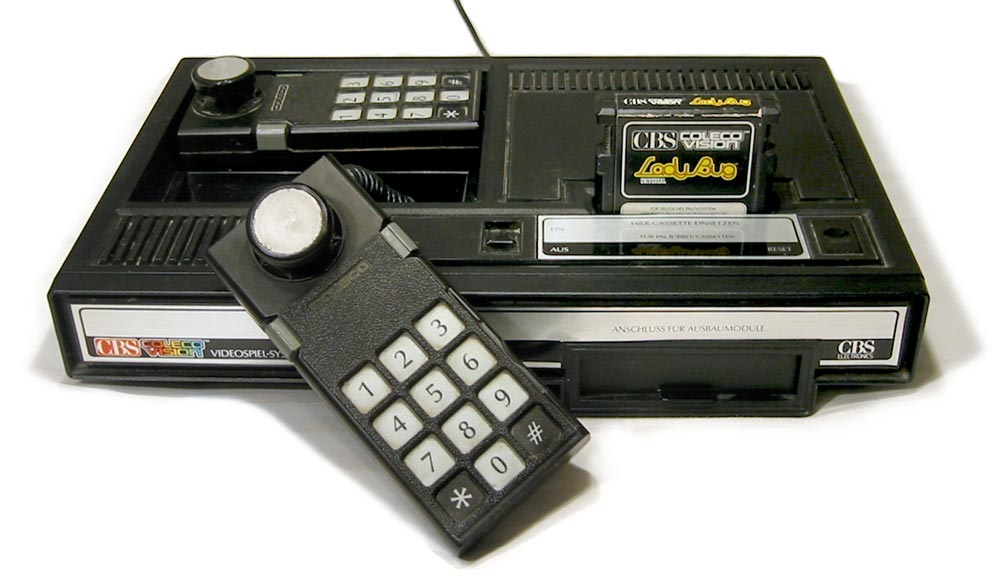
ColecoVision (Spielkonsole)

Der Zusammenbruch des nordamerikanischen Videospielmarktes hatte mehrere Ursachen:
- Eine große Zahl an unterschiedlichen Videospielsystemen gab dem Käufer eine zu große Auswahl zueinander inkompatibler Systeme: Atari 2600, Atari 5200, Bally Astrocade, Colecovision, Coleco Gemini, Emerson Arcadia 2001, Fairchild Channel F System II, Magnavox Odyssey 2, Mattel Intellivision, Intellivision II, Sears Tele-Games systems, Tandyvision und Vectrex. Jede dieser Konsolen hatte ihre eigene Spiele-Bibliothek vom eigentlichen Hersteller und von anderen Anbietern. Gleichzeitig kündigten einige dieser Konsolen-Hersteller für das Jahr 1984 neue Versionen ihrer Spielekonsolen an, so z. B. die Odyssey 3 oder das Atari 7800.
- Viele qualitativ schlechte Spiele wurden von den unterschiedlichsten Spieleanbietern auf den Markt gebracht. Gleichzeitig veröffentlichte Atari Spiele, die auf bekannten Spielfilmen (z. B. E.T.) oder erfolgreichen Arcade-Titeln (z. B. Pac-Man) aufsetzten, aber in der Umsetzung von schlechter Qualität waren, was schnell auch die Käufer merkten.
- Die Medien, die in den erfolgreichen Jahren zuvor von der Videospielindustrie berichtet hatten, machten 1982 und 1983 nun die Schwächen und die Probleme zum Thema. Besonders die Vernichtung von 700.000[1] nicht verkauften E.T.-Spielen von Atari in der Wüste von New Mexico wurde dabei zum abschreckenden Beispiel der Presse. Siehe auch: Atari Video Game Burial
- Zu Beginn der 1980er Jahre kamen kostengünstige Computer auf den Markt, die man auch an das heimische Fernsehgerät als Monitor anschließen konnte und die mit Farbgrafik und entsprechenden Tongeneratoren ausgestattet waren. Da alle diese Heimcomputer einen größeren Speicher und oft bessere Grafik- und Soundqualitäten boten als Videokonsolen und gleichzeitig die Rechner nicht nur für Spiele, sondern auch für Textverarbeitung und andere Anwendungen genutzt werden konnten, waren die Heimcomputer gegenüber Videokonsolen im Vorteil. Auch waren die Spiele dort weit einfacher zu kopieren.
- Das Unternehmen Commodore zielte mit seiner Werbung ganz besonders auf den Unterschied zwischen Heimcomputern und Videokonsolen – die Botschaft war, dass Kinder eher einen Heimcomputer bräuchten als eine Videokonsole. Commodore und andere Unternehmen boten ihre Rechner in Kaufhäusern, Supermärkten und Spielzeugläden an, wo zuvor Spielkonsolen verkauft worden waren. Auch konnte Commodore durch Eigenherstellung der Chips sehr stark die Produktionskosten und damit den Endpreis drücken.[2]

## Beginn

Logo von Activision

Der erste Schritt in die Krise war die Gründung des Unternehmens Activision, das 1979 von den ehemaligen Atari-Programmierern David Crane, Larry Kaplan, Alan Miller und Bob Whitehead ins Leben gerufen worden war. Die Programmierer hatten Atari verlassen, weil ihnen die Geschäftsführung eine namentliche Nennung in den von ihnen entwickelten Spielen verweigerte. Activision entwickelte vor allem Spiele für Ataris erfolgreiche Heimkonsole Atari 2600. Da es aus Sicht Ataris anderen Anbietern jedoch nicht erlaubt war, Spiele für ihre Konsole zu entwickeln, verklagte Atari den neuen Mitbewerber, verlor dieses Verfahren jedoch im Jahr 1982. Die Entscheidung des Gerichtes erlaubte somit Spiele von anderen Herstellern, sodass unzählige Unternehmen Videospielabteilungen gründeten, um auf die Erfolgsgeschichte von Atari mit dem Atari VCS 2600 aufzuspringen.
Die Unternehmen begannen, sich gegenseitig die Programmierer für diese Spiele abzuwerben oder durch Reverse Engineering das notwendige Know-how zu bekommen. Trotz der Erfahrungen von Atari versuchte Mattel weiterhin die Namen seiner Entwickler zu verheimlichen und forderte in einem Interview der Zeitschrift TV Guide vom 19. Juni 1982 sogar, die Namen von Gabriel Baum, Don Daglow, Rick Levine, Mike Minkoff und John Sohl absichtlich zu verändern.

## Direkte Effekte auf den Markt
Die Überflutung des Marktes mit vielen qualitativ schlechten Spielen ab dem Jahr 1982 wirkte destabilisierend. Als die Händler versuchten, die unverkäuflichen Produkte an die Spielehersteller zurückzugeben, zeigte sich, dass diese weder neue akzeptable Titel noch Geld hatten. Dies führte bei vielen Herstellern zum Zusammenbruch. Die Läden waren nach dem Weihnachtsgeschäft 1982 gezwungen, die Spiele zu deutlich gesenkten Preisen zu verkaufen.
Alle diese Entwicklungen führten zu einer großen Konkurswelle im Markt. Unternehmen wie Magnavox und Coleco schlossen ihre Videospiel-Abteilungen. Imagic verschob seinen Börsengang einen Tag, bevor er hätte stattfinden sollen, und ging später ebenfalls in Konkurs. Die größten Hersteller wie Activision hatten auch Programme für den Heimcomputermarkt entwickelt und hielten sich am Markt, während die kleinen Anbieter überwiegend verschwanden.

## Langfristige Effekte für den Markt
Der Zusammenbruch des amerikanischen Videospielmarktes hatte langfristige Effekte. So verschob sich der Schwerpunkt des Konsolenmarkts von den USA nach Japan. Als sich der Markt im Jahr 1987 wieder erholte, war der führende Hersteller von Videospielkonsolen Nintendo mit ihrem NES, gefolgt von Sega auf Platz zwei. Auch Atari konnte sich nicht mehr wirklich erholen und an den Erfolg der Atari 2600 anknüpfen. 1984 wurde die Firma wegen der massiven Verluste aufgespalten und die Spielkonsolen- und Heimcomputersparte an Jack Tramiel verkauft, der den Unternehmensteil als Atari Corporation weiterführte. 1996 stellte die Firma ihre Tätigkeit nach dem Flop des Atari Jaguar jedoch endgültig ein, der Markenname wurde weiterverkauft. Die Arcade-Spiele wurden dagegen als Atari Games fortgeführt, 1998 nach mehreren Besitzerwechseln in Midway Games West umbenannt und 2003 geschlossen.